# Svenska mästerskapen i dressyr 2007
Svenska mästerskapen i dressyr 2007 avgjordes på Ericsbergs slott i Katrineholms kommun. Tävlingen var den 57:e upplagan av Svenska mästerskapen i dressyr.

## Resultat
| Placering | Ryttare           | Häst                |
| --------- | ----------------- | ------------------- |
| 1         | Jan Brink         | Björsells Briar 899 |
| 2         | Tinne Vilhelmsson | Solos Carex         |
| 3         | Louise Nathhorst  | Isidor              |